# John Brennan
John Owen Brennan (Nova Jérsei, 22 de setembro de 1955) é um oficial de inteligência que trabalhou como Diretor da Agência Central de Inteligência (CIA) de março de 2013 a janeiro de 2017. Em 2013, apareceu na lista de 100 pessoas mais influentes do ano pela Time.

## Vida
Brennan é um ex-oficial de inteligência americano que atuou como Diretor da Agência Central de Inteligência (CIA) de março de 2013 a janeiro de 2017. Ele atuou como assessor principal de contraterrorismo dos EUA Presidente Barack Obama, com o título de Assessor Adjunto de Segurança Nacional para Segurança Interna e Contraterrorismo, e Assistente do Presidente. Anteriormente, ele aconselhou Obama sobre política externa e questões de inteligência durante a campanha eleitoral de 2008 e a transição presidencial.
Brennan retirou seu nome da consideração para diretor da Agência Central de Inteligência (CIA) durante o primeiro governo Obama devido a preocupações sobre seu apoio à tortura, depois de defender na TV a transferência de suspeitos de terrorismo para países onde eles poderiam ser torturados enquanto serviam sob o presidente George W. Bush. Em vez disso, Brennan foi nomeado Conselheiro Adjunto de Segurança Nacional, uma posição que não exigia confirmação do Senado.
Os 25 anos de Brennan na CIA incluíram trabalhos como analista do Oriente Médio e do Sul da Ásia, como chefe de estação na Arábia Saudita e como diretora do Centro Nacional de Contraterrorismo. Depois de deixar o serviço governamental em 2005, Brennan se tornou CEO da The Analysis Corporation, uma empresa de consultoria de segurança, e atuou como presidente da Intelligence and National Security Alliance, uma associação de profissionais de inteligência.
Brennan serviu na Casa Branca como Assistente do Presidente para Segurança Interna entre 2009 e 2013. Obama nomeou Brennan como seu próximo diretor da CIA em 7 de janeiro de 2013. A ACLU pediu que o Senado não procedesse com a nomeação até que eles confirmaram que "toda a sua conduta estava dentro da lei" na CIA e na Casa Branca. Brennan foi aprovado pelo Comitê de Inteligência do Senado em 5 de março de 2013, para suceder David Petraeus como Diretor da CIA por uma votação de 12 a 3.
Em 15 de agosto de 2018, o presidente Donald Trump anunciou que havia revogado a autorização de segurança de Brennan, embora a Casa Branca não tenha dado seguimento ao processo de revogação. Brennan criticou duramente Trump várias vezes desde sua eleição e respondeu à revogação afirmando "Meus princípios valem muito mais do que autorizações. Não vou ceder".

Brennan atua como analista sênior de segurança nacional e inteligência para NBC News e MSNBC. Sua aparição inaugural foi no Meet the Press com Chuck Todd no domingo, 4 de fevereiro de 2018.